# كاثرين شيل
كاثرين شيل (بالإنجليزية: Catherine Schell)‏ هي ممثلة بريطانية، ولدت في 17 يوليو 1944 في المجر.

## أعمال

### أفلام
- (1969) في الخدمة السرية لجلالتها

## وصلات خارجية
- كاثرين شيل على موقع IMDb (الإنجليزية)
- كاثرين شيل على موقع روتن توميتوز (الإنجليزية)
- كاثرين شيل على موقع قاعدة بيانات الأفلام العربية
- كاثرين شيل على موقع ألو سيني (الفرنسية)
- كاثرين شيل على موقع أول موفي (الإنجليزية)
- كاثرين شيل على موقع قاعدة بيانات الأفلام السويدية (السويدية)
- كاثرين شيل على موقع إن إن دي بي (الإنجليزية)
- كاثرين شيل على موقع ديسكوغز (الإنجليزية)
- كاثرين شيل على موقع قاعدة بيانات الفيلم (الإنجليزية)
- كاثرين شيل على موقع ليتربوكسد (الإنجليزية)